# Pflanzenkrebs

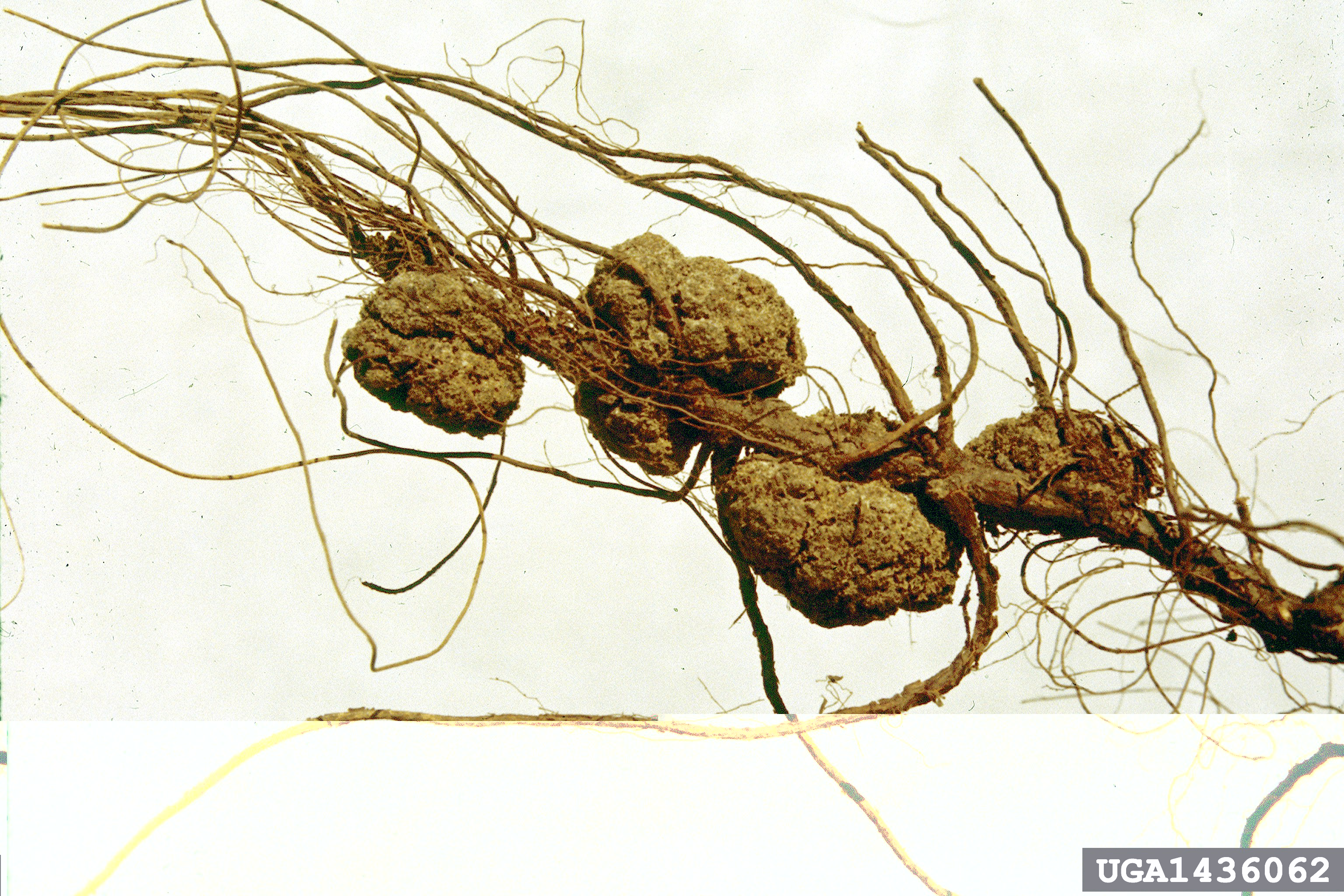
Durch Agrobacterium tumifaciens verursachte Tumoren an einer Wurzel

Pflanzenkrebs ist eine meist durch parasitäre Bakterien und Pilze hervorgerufene Pflanzenkrankheit. An den infizierten Stellen bilden sich Gewebswucherungen, die den Wasser- und Nährstofffluss herabsetzen und schließlich zum Absterben der Pflanze führen können.

## Ursachen
- Das Bodenbakterium Agrobacterium tumefaciens transferiert genetische Information in Form von TI-Plasmiden in die Pflanzenzelle, die dadurch in eine Tumorzelle verwandelt wird.[1]
- Viren der Gattung Phytoreovirus verursachen sogenannte Wundtumoren.[1]
- Schlauchpilze der Gattung Nectria dringen in Wunden ein und verursachen den Obstbaumkrebs. Sie durchwuchern das Rindengewebe, das dadurch aufgetrieben und zerstört wird. Zeichen für eine Infektion sind kugelige Auftreibungen an Ästen und Stämmen und ein fortschreitendes Absterben der Blätter und Triebspitzen (Spitzendürre).[2]
- Die Apfelblutlaus verursacht den sogenannten Blutlauskrebs.[3]
- Bei manchen interspezifischen Hybriden, wie Kohl, Stechapfel, Lilie oder Tabak wurden sogenannte genetische Tumoren beobachtet. Es wird vermutet, dass diese auf eine Unverträglichkeit von Chromosomen bei der interspezifischen Kreuzung zurückzuführen sind.[1]